# Troglocormus
Genre
Troglocormus est un genre de scorpions de la famille des Euscorpiidae.

## Distribution
Les espèces de ce genre sont endémiques du Mexique.

## Liste des espèces
Selon The Scorpion Files (13/06/2020) :
- Troglocormus ciego  Francke, 1981
- Troglocormus willis Francke, 1981

## Publication originale
- Francke, 1981 : A new genus of troglobitic scorpion from Mexico (Chactoidea, Megacorminae). Bulletin of the American Museum of Natural History, no 170 p. 23–28 (texte intégral).